# Oguchi Onyewu
Oguchialu Chijioke "Oguchi" Onyewu (født 13. maj 1982 i Washington D.C., USA) er en amerikansk fodboldspiller, der spiller som midterforsvarer.

## Karriere
Tidligere har han spillet for franske FC Metz, belgiske Standard Liège, italienske AC Milan samt for portugisiske Sporting Lissabon. Derudover har han været udlejet til La Louvière i Belgien, Twente i Holland, Queens Park Rangers & Newcastle United i England og for Málaga CF i Spanien.
Med Standard Liège var Onyewu med til at vinde to belgiske mesterskaber, i henholdsvis 2008 og 2009.

## Landshold
Onyewy står (pr. april 2018) noteret for 68 kampe og seks scoringer for USA's landshold, som han debuterede for 13. oktober 2004 i et opgør mod Panama. Han har blandt andet repræsenteret sit land ved CONCACAF Gold Cup i både 2005 og 2007, ved VM i 2006, ved Confederations Cup 2009 samt ved VM i 2010.